# Samia Hurst
Pour les articles homonymes, voir Hurst.
Samia Hurst-Majno, née Samia Hurst le 2 décembre 1971 à Genève, est une bioéthicienne suisse. Elle est professeure, membre du Comité national d'éthique dans le domaine de la médecine humaine, et directrice de l'Institut Éthique Histoire Humanités de la Faculté de médecine de l'Université de Genève.
Elle s’intéresse particulièrement aux personnes vulnérables, à l’équité dans les politiques de santé et à l’éthique de la recherche. 
Durant la pandémie de Covid-19, en 2020-2022, elle est vice-présidente de la Swiss National Covid-19 Science Task Force.

## Biographie
Samia Alexandra Hurst naît à Genève le 2 décembre 1971. Sa mère enseigne l’anglais et son père, André Hurst, doyen de la Faculté des lettres puis recteur de l’Université de Genève de 2003 à 2006, le grec ancien.
En 1995, Samia Hurst suit le premier cours de bioéthique dans une faculté de médecine suisse, avec le professeur Alex Mauron. Elle obtient son diplôme de médecine en 1996 à l'Université de Genève. Elle se spécialise ensuite en médecine interne (FMH et doctorat en 2001). De 2001 à 2003, elle effectue un post-doc au Département de bioéthique des National Institutes of Health à Bethesda (Maryland, États-Unis),.
Elle complète son habilitation en bioéthique à Genève en 2010, et reçoit le Prix Tissot pour sa thèse de doctorat. Elle est depuis 2013 professeur associée et responsable de l'enseignement de l'éthique biomédicale à la Faculté de médecine de Genève et depuis 2016 directrice de l’Institut Éthique Histoire Humanités.
En 2017, elle participe au « Forum des 100 personnalités qui font la Suisse romande » dont le thème cette année-là est « La santé dans tous ses états »[réf. nécessaire].
Depuis mi-mars 2020, dans le contexte de la pandémie de Covid-19 et dans son rôle de vice-présidente de la Swiss Task Force, elle est très présente dans les médias,. Dans une tribune parue d’abord dans le Journal of Medical Ethics puis dans Heidi.news, elle met l’accent sur la confiance nécessaire de la population envers les politiques : 

« Beaucoup de mesures de réponse à la pandémie, de la distanciation physique au confinement, reposent sur une coopération de la population pour leur mise en œuvre effective. Elles nécessitent que les citoyens aient une confiance suffisante envers les autorités scientifiques et politiques pour accepter d’en suivre les instructions et les recommandations. (…) En temps de pandémie, la confiance est pourtant particulièrement fragile. La peur accentue nos biais de groupes et cristallise la méfiance intergroupe. »

Samia Hurst-Majno vit dans une famille recomposée avec son mari Pietro Majno-Hurst (chirurgien et professeur) et ses quatre beaux-enfants. Ils accueillent depuis 2015 des réfugiés érythréens dans le cadre du programme « Famille d’accueil ».

## Activité scientifique
Les recherches de Samia Hurst-Majno ont pour objet : la protection des personnes vulnérables dans la recherche et la pratique clinique, l’équité dans la pratique clinique, les systèmes et politiques de santé, l’éthique de la recherche sur l’être humain et de la recherche translationnelle, les enjeux éthiques dans la médecine personnalisée,.
En sa qualité de bioéthicienne, elle est notamment consultante du Conseil d’éthique clinique des Hôpitaux universitaires de Genève, directrice de l’Institut Éthique, Histoire, Humanités, directrice du Département de Santé et Médecine Communautaire à la Faculté de médecine de Genève. 
De 2004 à 2016, elle est membre (et cofondatrice) du European Clinical Ethics Network ,. Elle est parallèlement membre du Ethics Review Committee de l’Organisation mondiale de la santé de 2007 à 2013. De 2008 à 2012, elle préside la Société suisse d’éthique biomédicale. Depuis 2009, elle est membre de la Commission cantonale genevoise d’expérimentation animale. De 2011 à 2014, elle représente les Académies des Sciences Suisses auprès du Standing Committee on Science and Ethics des Académies Européennes. En 2012, elle est experte dans le cadre de la révision de la Déclaration d'Helsinki, sa définition de la vulnérabilité est reprise en 2013 dans cette référence internationale en matière de normes éthiques. 
Elle est membre depuis 2011 du Sénat de l’Académie Suisse des Sciences Médicales, depuis 2014 de la Commission nationale d'éthique dans le domaine de la médecine humaine, depuis 2014 aussi du consortium d’Assessment pour le Swiss Medical Board, depuis 2016 du Ethical Legal Social Issues advisory group du Swiss Personalised Health Network,.
Sur le plan international, elle est vice-présidente depuis 2016 du Comité exécutif du Council for International Organizations of Medical Sciences. Elle appartient au comité scientifique de l’académie d'été de la Fondation Brocher (Brocher Summer Academies in the Ethics of Global Population Health). 
Elle est la fondatrice de la revue scientifique Bioethica Forum (revue trimestrielle de la Société suisse d’éthique biomédicale).
En octobre 2021, elle fait partie des 13 membres du « Conseil pour le climat » créé par l'État de Genève, une instance indépendante chargée de donner des avis et d'émettre des recommandations, complémentaire aux organes consultatifs existants.

## Présence publique
De 2013 à 2020, Samia Hurst-Majno est apparue pas moins de 84 fois à la Radio télévision suisse, appelée à expliquer et mettre en perspective des thèmes tels que le suicide assisté et l’euthanasie, le choix du sexe du bébé, les dons d’organes, les erreurs médicales, le suréquipement médical, l’expérimentation animale, le diagnostic préimplantatoire, la procréation assistée, la 5G et le don de sperme.
À partir du 15 mars 2020, elle intervient presque exclusivement sur la pandémie de Covid-19 en Suisse.
Elle est vue comme le « visage souriant de l’éthique médicale dans les médias romands », .

## Autres engagements
Depuis 2006, Samia Hurst a été plusieurs fois consultante pour Médecins sans frontières. De 2010 à 2017, elle préside le Conseil d’éthique commun des Fondations Aigues-Verte, Clair Bois, et Foyer Handicap à Genève.
Elle coorganise la conférence virtuelle « Resisting borders », qui réunit chercheurs et activistes concernés par les droits des réfugiés (en octobre 2017 et en juin 2020).
En 2019, elle est membre du comité de SOS Méditerranée Suisse.

## Sélection de publications

### Articles
- (en) Chloë FitzGerald et Samia Hurst, « Implicit bias in healthcare professionals: a systematic review », BMC medical ethics, vol. 18, no 1,‎ 1er décembre 2017, p. 19
- (en) Samia A. Hurst et Alex Mauron, « Assisted Suicide in Switzerland : clarifying liberties and claims », Bioethics,‎ 21 octobre 2016 (DOI 10.1111/bioe.12304).
- (en) G. Bosshard, U. Zellweger, M. Schmid, S. Hurst, M. Puhan et K. Faisst, « Medical End-of-Life Practices in Switzerland : A Comparison of 2001 and 2013 », Research letter - JAMA Intern Med., vol. 176, no 4,‎ 2016, p. 555-556 (DOI doi:10.1001/jamainternmed.2015.7676, présentation en ligne)
- (en) N. Tavaglione, A. Martin, N. Mezger, S. Durieux, A. François, Y. Jackson et S. A. Hurst, « Fleshing out vulnerability », Bioethics, vol. 29, no 2,‎ 2016, p. 98-107
- (en) Samia A. Hurst, A. Baroffio, M. Ummel et C. Layat Burn, « Helping medical students to acquire a deeper understanding of truth-telling », Medical education online, vol. 20, no 28133,‎ 2015
- (en) Samia A. Hurst, « Vulnerability in research and health care : describing the elephant in the room? », Bioethics, vol. 22, no 4,‎ 2008, p. 191-202 (DOI 10.1111/bioe.12304)
- (en) Samia A. Hurst, Sara C. Hull, Gordon DuVal et Marion Danis, « How physicians face ethical difficulties : a qualitative analysis », Journal of Medical Ethics, vol. 31, no 1,‎ 2005, p. 7-14
- (en) Samia A. Hurst et Alex Mauron, « Assisted suicide and euthanasia in Switzerland : allowing a role for non-physicians », British Medical Journal, vol. 326, no 7383,‎ 2003, p. 271-273

### Livres
- (en) Marion Danis, Samia Hurst, Len Fleck, Reidun Forde et Anne-Marie Slowther, Toward Fair Rationing at the Bedside, Oxford University Press, 2014, 480 p. (ISBN 9780199989447, présentation en ligne)
- (en) Nir Eyal, Samia A. Hurst, Ole F. Norheim et Dan Wikler, Inequalities in Health : Concept, Measures, and Ethics, Oxford University Press, 2013, 346 p. (ISBN 9780199931392, présentation en ligne)